# Армашев, Григорий Иванович
Григо́рий Ива́нович Арма́шев (15 [28] января 1914 год — 31 марта 1989 года) — участник советско-финской и Великой Отечественной войн, штурман 261-го бомбардировочного авиационного полка 204-й бомбардировочной авиационной дивизии 1-й воздушной армии Западного фронта, майор. Герой Советского Союза (24.08.1943), подполковник в отставке с 1946 года.

## Биография
Родился 15 (28) января 1914 год в Санкт-Петербурге в семье рабочего. Русский. Окончил среднюю школу. С 1930 года работал каменщиком на заводе «Краснознамёнец» в Ленинграде (ныне — Санкт-Петербург).
В Красной армии с 1932 года. Окончил 2 курса Ленинградской артиллерийской школы, а в 1936 году — Оренбургскую военно-авиационную школу штурманов. Участник советско-финской войны 1939-40 годов. Член ВКП(б) с 1940 года. Участник Великой Отечественной войны с июня 1941 года.
Штурман 261-го бомбардировочного авиационного полка (204-я бомбардировочная авиационная дивизия, 1-я воздушная армия, Западный фронт) майор Григорий Армашев к июню 1943 года совершил восемьдесят пять успешных боевых вылетов на бомбардировку вражеских объектов.
К этому времени авиационный полк, штурманом которого был майор Армашев, уничтожил более двухсот танков, сорок четыре орудия, около трёхсот автомашин и много другой боевой техники и живой силы противника.
Указом Президиума Верховного Совета СССР от 24 августа 1943 года за образцовое выполнение боевых заданий командования на фронте борьбы с немецко-фашистскими захватчиками и проявленные при этом мужество и героизм майору Армашеву Григорию Ивановичу присвоено звание Героя Советского Союза с вручением ордена Ленина и медали «Золотая Звезда» (№ 1712).
После войны Г. И. Армашев служил штурманом гвардейского бомбардировочного авиационного соединения. С 1946 года гвардии подполковник Армашев Г. И. — в отставке. Вернулся на завод, где работал мастером до выхода на пенсию в 1979 году.
Скончался 31 марта 1989 года.

## Награды
- Медаль «Золотая Звезда» Героя Советского Союза (№ 1712)
- Орден Ленина
- Два ордена Красного Знамени
- Орден Александра Невского
- Два ордена Отечественной войны I степени
- Орден Красной Звезды
- Медали, в том числе:
  - Медаль «За победу над Германией в Великой Отечественной войне 1941—1945 гг.»
  - Юбилейная медаль «Двадцать лет Победы в Великой Отечественной войне 1941—1945 гг.»
  - Юбилейная медаль «Тридцать лет Победы в Великой Отечественной войне 1941—1945 гг.»
  - Юбилейная медаль «Сорок лет Победы в Великой Отечественной войне 1941—1945 гг.»